# Lonchaeidae
Famille
Lonchaeidae  est une famille de diptères de l'infra-ordre des Muscomorpha.

## Liste des genres
Selon Catalogue of Life (27 févr. 2013) :
- sous-famille Dasiopinae
  - Dasiops
- sous-famille Lonchaeinae
  - Chaetolonchaea
  - Earomyia
  - Helina
  - Lamprolonchaea
  - Lonchaea
  - Neosilba
  - Protearomyia
  - Setisquamalonchaea
  - Silba
  - Silvestrodasiops
  - Ulidia